# Tützpatz
Tützpatz település Németországban, Mecklenburg-Elő-Pomeránia tartományban. Lakosainak száma 578 fő (2023. december 31.).

## Népesség
A település népességének változása:
| Lakosok száma | 575  | 567  | 555  | 570  | 578  |
|               | 2017 | 2019 | 2021 | 2022 | 2023 |